# Sherman Country Club Lake
Der Sherman Country Club Lake ist ein Stausee im Grayson County, im nördlichen US-Bundesstaat Texas, in den Vereinigten Staaten. Er befindet sich etwa 7 Kilometer westlich von Sherman und bildet den Elba Creek. Seine Höhe über dem Meeresspiegel beträgt 231 Meter.